# 노보기레예보역
노보기레예보역(러시아어: Новогиреево)은 모스크바 지하철 칼리닌스코 솔른쳅스카야 선의 역이다. 1979년 12월 30일에 모스크바 노보기레예보 구역에 칼라닌스카야 선의 종착역으로 개통되었다. 본 노선이 2012년 8월 30일 노보코시노 역까지 동부로 연결되면서 중간역이 되었다.

## 구조
역에는 두 개의 지하 대합실이 있다. 서쪽으로만 가는 에스컬레이터가 있고, 동쪽 계단은 사다리만 존재한다. 본 역에는 8개의 출입구가 있다.

## 기술적 특성
본 역의 구조는 3단 형태의 기둥으로 전형적인 프로젝트를 기반으로 한 조립식 구조물로 구성된다.

## 문학
"메트로 2033" 시리즈의 일부로 출판된 노보기레예보 소설이 목욕탕의 주거지로 등장한다.

## 통계
1일 평균 약 110,000명의 승객들이 노보기레예보 역을 이용한다.